# Contea di Van Buren (Tennessee)
La contea di Van Buren in inglese Van Buren County è una contea dello Stato del Tennessee, negli Stati Uniti. La popolazione al censimento del 2000 era di 5 508 abitanti. Il capoluogo di contea è Spencer.